# Tweede Slag bij Kernstown
De Tweede Slag bij Kernstown vond plaats op 24 juli 1864 in Frederick County (Virginia) als deel van de veldtochten in de Shenandoahvallei van 1864 tijdens de Amerikaanse Burgeroorlog. Het Zuidelijke Army of the Valley onder leiding van luitenant-generaal Jubal A. Early versloeg de Noordelijken onder leiding van brigadegeneraal George Crook. Hierbij werden de Noordelijken terug naar Maryland verdreven. Hierdoor kon Early de laatste grote raid in noordelijke gebied uitvoeren waarbij de Ohio en Baltimore spoorweg en Chamberburg, Pennsylvania aangepakt werden.

## Achtergrond
Na een reeks van onsuccesvolle Noordelijken aanvallen op zijn flank besliste Early om zijn eenheden terug te trekken naar beter verdedigbare stellingen bij Strasburg, Virginia. Tijdens de evacuatie van ziekenhuizen en depots in Winchester behaalden de Noordelijken onder leiding van brigadegeneraal William W. Averell een overwinning op de Zuidelijken onder leiding van generaal-majoor Stephen D. Ramseur in de Slag bij Rutherford's Farm. Door de ondermaatse Zuidelijke prestatie tijdens de slag en een reeks van kleine cavaleriegevechten raakten de Noordelijken ervan overtuigd dat Early een achterhoedegevecht leverde en op weg was naar Lee bij Petersburg.
Toen de dreiging voor Washington, D.C. over leek, trok Wright zijn VI Corps en het XIX Corps terug om Grant bij te staan in de gevechten rond Petersburg. Enkel het drie divisie tellende Army of West Virginia bleef achter. De volgende twee dagen waren relatief rustig toen beide opponenten in hun kampement uitrustten op ongeveer 24 km van elkaar. Op 23 juli viel Zuidelijke cavalerie de Noordelijke voorposten aan bij Kernstown. Uit de informatie van krijgsgevangenen leidde Early af dat Wright vertrokken was. De beste steun die Early aan Lee kon verlenen was een nieuwe aanval op de Noordelijke stellingen.

## De slag
Tijdens de ochtend van 24 juli 1864 rukte Early op in noordelijke richting tegen Crook. De Zuidelijke cavalerie kwam snel in contact met hun Noordelijke tegenstander ten zuiden van Kernstown. Zware schermutselingen waren het gevolg. Ijlbodes brachten Crook op de hoogte van de aanval. Crook veronderstelde nog altijd dat Early’s hoofdmacht reeds vertrokken was en stuurde daarom slechts twee divisies met cavalerie om de aanval te stoppen. Kort na de middag arriveerde de infanterie van beide legers op het slagveld. De Zuidelijken hadden goede stellingen ingenomen. Langs beide zijden van de Valley Pike, ten zuiden van Kernstown, lagen hun flanken goed verankerd op hoger gelegen terrein. De flanken werden afgeschermd door cavalerie. Ramseurs divisie vormde de linkerflank met de cavalerie van kolonel William Jackson als scherm. Brigadegeneraal Gabriel C. Whartons divisie, onder leiding van generaal-majoor John C. Breckinridge vormde de rechterflank. Deze werd beschermd door de cavalerie van brigadegeneraal John C. Vaughn. Early verstopte zijn infanterie in de bossen en stuurde zijn cavalerie en een linie van scherpschutters naar voor om de Noordelijken te lokken. Dit speelde nog eens extra in op de Noordelijke veronderstelling dat de Zuidelijke infanterie kilometers ver weg was.
De Noordelijke stellingen bevonden zich voornamelijk in Kernstown langs de Valley Pike op Pritchard’s Hill. Daar stond de divisie van kolonel James A. Mulligan opgesteld. Deze heuvel was de sleutel tot de Noordelijke stellingen zoals bij de Eerste Slag bij Kernstown in 1862. Op zijn rechterflank stond de divisie van kolonel Joseph Tolburn op Sandy Ridge. Op zijn linkerflank stond de brigade van (de toekomstige president) Rutherford B. Hayes. Crook stuurde de cavalerie van Averell rond Early’s rechterflank om de vijandelijke achterhoede te bereiken. De Noordelijken kwamen al snel tot de vaststelling dat de vijandelijke strijdmacht veel groter was dan dat ze verwacht hadden. Deze informatie werd doorgestuurd naar Crook.
Crook werd ongeduldig over de vooruitgang van zijn bevelhebbers en vertrouwde de informatie over de vijandelijke sterkte niet. Hij gaf het bevel aan Mulligan om de Zuidelijken aan te vallen met Hayes’ divisie als ondersteuning. Rond 13.00u rukten ze op waarbij Pritchard’s Hill verlaten werd. Mulligan hield stand bij Opequon Church waar zijn aanval stokte door het hevige verzet van Gordons soldaten. Toen ook Hayes’ brigade oprukte, stuurde Breckinridge de divisie van Wharton in noordoostelijke richting naar een ravijn die haaks op de Valley Turnpike uitkwam. Toen Hayes voorbij de ravijn marcheerde kon Breckinridge de vijandelijke flank met volle kracht aanvallen. Hayes’ soldaten zetten het al snel op een lopen.
Thoburn diende normaal Mulligans rechterflank te dekken. Door de topografie van het slagveld zag hij echter geen actie tijdens de slag. Gordons soldaten doken het gat tussen Mulligan en Thoburn in. Toen Hayes’ divisie brak, bevond Mulligan zich tussen twee vijandelijke divisies. In een poging om zijn soldaten in veiligheid te brengen, sneuvelde Mulligan. De Zuidelijken achtervolgden de Noordelijken tot in Winchester.
Zoals bevolen probeerde Averells cavalerie de Zuidelijke achterhoede te bereiken maar botste frontal op Vaughns cavalerie langs de Front Royal Pike. De Noordelijken zetten het eveneens op een lopen naar Martinsburg, West Virginia. Toen de terugtrekkende cavalerie op de terugtrekkende bagagetrein botste, vluchtten de wagenrijders in paniek. Veel van de karren werden toch nog op tijd in brand gestoken om te voorkomen dat ze in Zuidelijke handen zouden vallen.

## Gevolgen
De restanten van Crooks leger trokken zich terug naar de Potomac en staken de rivier over bij Williamsport, Maryland op 26 juli. Early voerde daarop een nieuwe raid uit in de noordelijke gebieden waarbij Chambersburg in vlammen opging. Ze vielen ook Noordelijke garnizoenen aan langs de Ohio en Baltimore spoorweg bij Cumberland. Door de Noordelijke nederlaag en de vernietiging van Chambersburg stuurde Grant het VI en XIX Corps terug naar het noorden. Generaal-majoor Philip Sheridan kreeg het bevel over de twee korpsen en zou de schaal in het voordeel van de Noordelijken doen doorslaan.